# Rhondia bicoloripes
Rhondia bicoloripes là một loài bọ cánh cứng trong họ Cerambycidae.